# George Pomeroy Colley
Pour les articles homonymes, voir Colley (homonymie).
 (avril 2021).
La mise en forme du texte ne suit pas les recommandations de Wikipédia : il faut le « wikifier ».
Les points d'amélioration suivants sont les cas les plus fréquents. Le détail des points à revoir est peut-être précisé sur la page de discussion.
- Les titres sont pré-formatés par le logiciel. Ils ne sont ni en capitales, ni en gras.
- Le texte ne doit pas être écrit en capitales (les noms de famille non plus), ni en gras, ni en italique, ni en « petit »…
- Le gras n'est utilisé que pour surligner le titre de l'article dans l'introduction, une seule fois.
- L'italique est rarement utilisé : mots en langue étrangère, titres d'œuvres, noms de bateaux, etc.
- Les citations ne sont pas en italique mais en corps de texte normal. Elles sont entourées par des guillemets français : « et ».
- Les listes à puces sont à éviter, des paragraphes rédigés étant largement préférés. Les tableaux sont à réserver à la présentation de données structurées (résultats, etc.).
- Les appels de note de bas de page (petits chiffres en exposant, introduits par l'outil «  Source ») sont à placer entre la fin de phrase et le point final[comme ça].
- Les liens internes (vers d'autres articles de Wikipédia) sont à choisir avec parcimonie. Créez des liens vers des articles approfondissant le sujet. Les termes génériques sans rapport avec le sujet sont à éviter, ainsi que les répétitions de liens vers un même terme.
- Les liens externes sont à placer uniquement dans une section « Liens externes », à la fin de l'article. Ces liens sont à choisir avec parcimonie suivant les règles définies. Si un lien sert de source à l'article, son insertion dans le texte est à faire par les notes de bas de page.
- La présentation des références doit suivre les conventions bibliographiques. Il est recommandé d'utiliser les modèles {{Ouvrage}}, {{Chapitre}}, {{Article}}, {{Lien web}} et/ou {{Bibliographie}}. Le mode d'édition visuel peut mettre en forme automatiquement les références.
- Insérer une infobox (cadre d'informations à droite) n'est pas obligatoire pour parachever la mise en page.

Pour une aide détaillée, merci de consulter Aide:Wikification.
Si vous pensez que ces points ont été résolus, vous pouvez retirer ce bandeau et améliorer la mise en forme d'un autre article.
Sir George Pomeroy Colley était un officier dans les l'armée britannique. Il est devenu gouverneur et commandant en chef du Natal. Colley fut tué au combat durant la bataille de Majuba Hill.

## Enfance
C'était le troisième et plus jeune fils de George Francis Pomeroy (George Francis Colley depuis 1830) de Ferney. C'est le petit-fils de John Pomeroy, 4ème Vicomte d'Haberton. Elevé à Rathangan, dans le Comté de Kildare, il fut éduqué à Cheam, dans le Surrey.

Il fait ses études à l'Académie royale militaire de Sandhurst, où il fut le premier en matière de mérite général et de bonne conduite aux inspections de mai 1852, et attribué à l'âge de seize ans une place pour sa carrière d'officier. Son biographe Sir William F. Butler écrit: «George Colley à cette époque m'a été décrit par quelqu'un qui se souvient bien de lui dans sa dix-septième année. Il était léger et bien proportionné, mais avec un air d'une grande force physique. Les traits possédaient le type fortement moulé typique des Colley; les cheveux bruns tombaient sur un front suggérant déjà un intellect développé. Ses principaux intérêts à cette époque étaient les activités artistiques et littéraires qui ont toujours tenu leur place, malgré une vie professionnelle ardue, jusqu'à ce que, dans le stress des dernières années, elles soient nécessairement mises de côté. Sur ces sujets, il était, me dit-on, souvent plein de discussions - à d'autres moments silencieux et rêveur. Bien que fini comme un garçon, il semble lui-même avoir souffert, dans ses années de jeunesse, d'un sentiment de timidité tout à fait disproportionné.
Après deux ans de service a la caserne, il est promu lieutenant et rejoint le quartier général de son régiment, alors à la frontière orientale de la colonie du Cap. 
En 1857-8, il occupa une magistrature aux frontières au Cap et fit preuve d'une grande énergie. À une occasion, il a reçu l'avis du gouverneur, sir George Gray, d'une insurrection qu'il avait déjà réprimée. Il a également été employé pour exécuter une enquête sur le pays Trans-Kei, un service dangereux dans l'état alors perturbé de Kaffirland. Lorsque la reine reçut l'ordre de se rendre en Chine, Colley rejoignit son régiment, dans lequel il obtint sa compagnie le 12 juin 1860, et fut présent avec elle lors de la prise des Forts de Taku, des actions du 12 au 14 août et du 18 au 21 septembre 1860. , et l'avancée sur Pékin.

## Ecole militaire
Son régiment rentra au Royaume-Uni, et il retourna pour une brève période au Cap pour y terminer son travail, puis entra au Académie royale militaire de Sandhurst. Il est arrivé en tête de liste la même année, après avoir été diplômé avec grande distinction en dix mois au lieu des deux années ordinaires.
Colley était un artiste accompli à l'aquarelle et a passé une grande partie de son congé à dessiner à Dartmoor, en Normandie, en Espagne et ailleurs. Ses travaux littéraires étaient considérables. Il avait l'habitude de se lever tôt avant l'heure du petit déjeuner et d'assurer toujours deux heures pour une étude spéciale. Il apprend également le russe et étudie la chimie, l'économie politique et d'autres matières non directement liées à sa profession.
En reconnaissance de ses services, il fut promu à la majorité brevetée le 6 mars 1863. Après avoir servi pendant quelques années comme major de brigade à Plymouth, quartier général du district ouest, il fut nommé professeur d'administration militaire et de droit à l'École d'état-major. Là-bas, il écrivit l'article «Army», de plus de soixante pages, pour la neuvième édition de l'«Encyclopædia Britannica». Il a été engagé sur ce travail de juin à novembre 1873. La dernière partie du manuscrit a été envoyée quelques jours avant que l'auteur, maintenant lieutenant-colonel, ne soit envoyé à la Côte-de-l'Or pour rejoindre l'expédition Ashanti sous Sir dirigée par Garnet Joseph Wolseley. Arrivé à un moment où l'échec du transport causait de graves appréhensions, Colley a insufflé une nouvelle vie à ce service; et l'habileté administrative et l'énergie dont il a fait preuve ont largement contribué au succès de l'expédition.

## Service en Inde

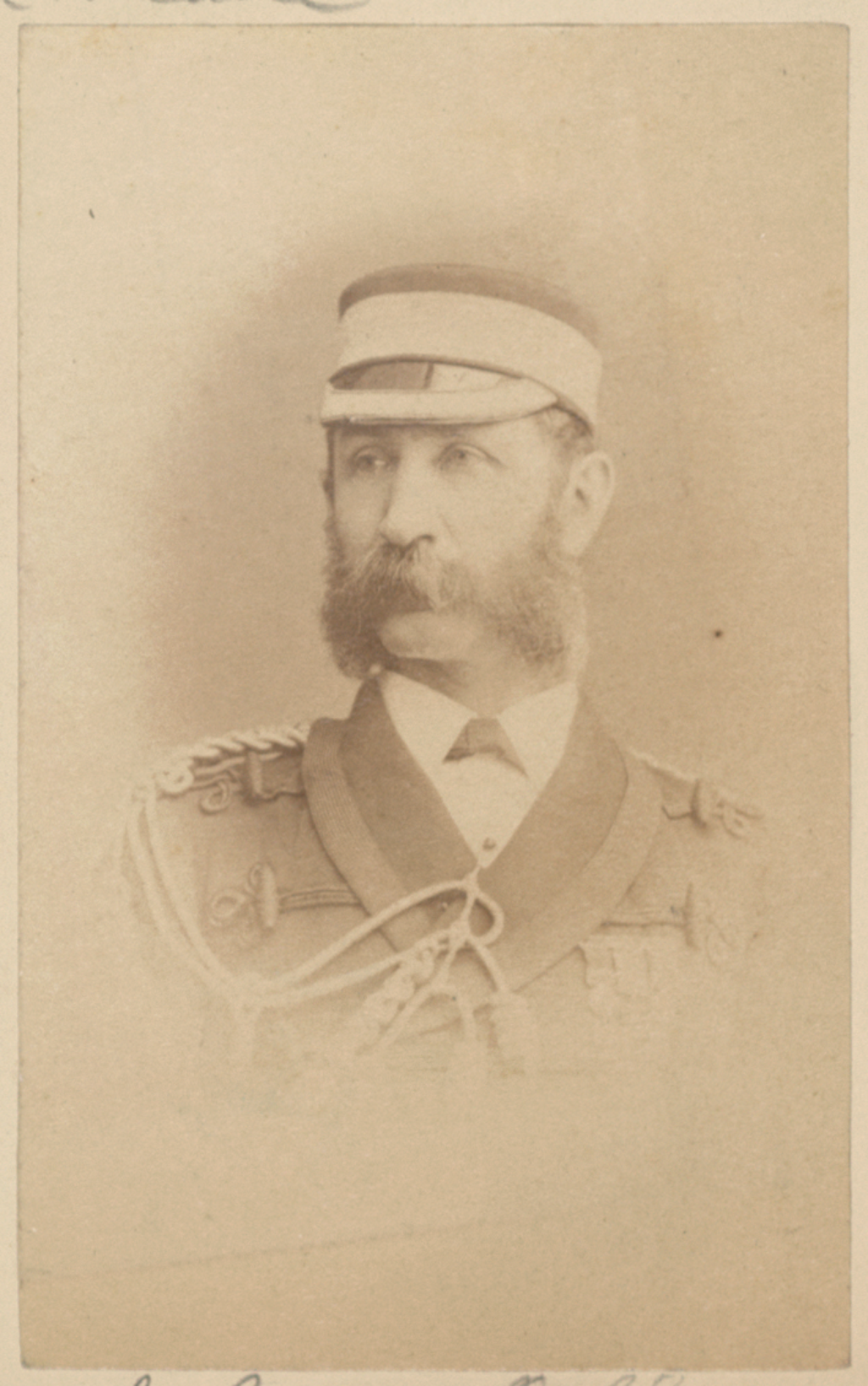
Sir George Colley during the Second Anglo-Afghan War

Colley a fait presque toute sa carrière militaire et administrative en Afrique du Sud, mais il a joué un rôle important dans la deuxième guerre anglo-afghane en tant que secrétaire militaire puis secrétaire privé du gouverneur général de l'Inde, Lord Lytton. La guerre a commencé en novembre 1878 et s'est terminée en mai 1879 avec le Traité de Gandomak. Après la guerre, Colley retourna en Afrique du Sud, devint haut-commissaire pour l'Afrique du Sud-Est en 1880 et mourut un an plus tard à la bataille de Majuba Hill pendant la première guerre des Boers. 

## Première Guerre des Boers

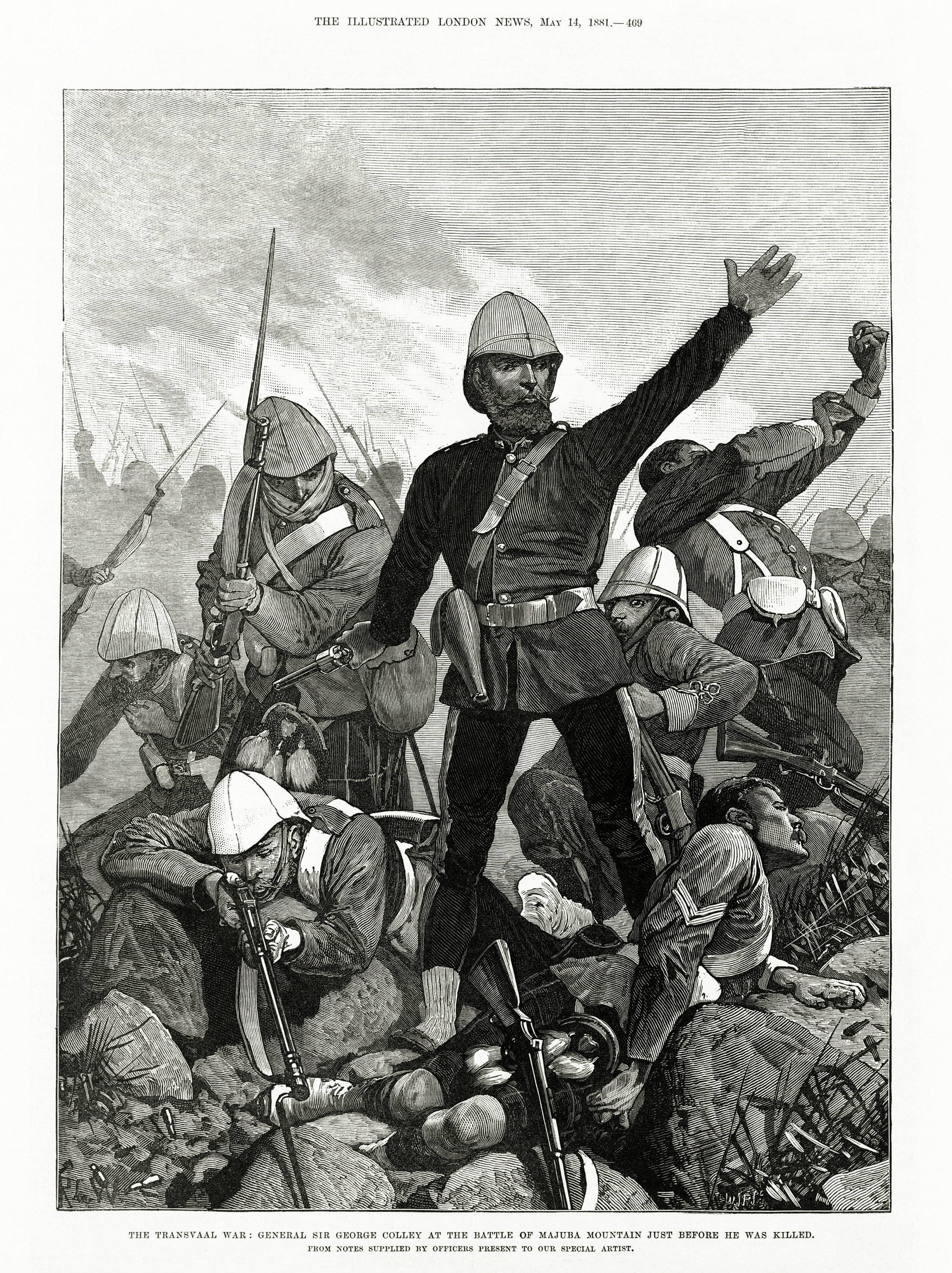
Sir George Pomeroy Colley à la Bataille de Majuba

Gladstone, le nouveau premier ministre libéral était convaincu que le Beaconfieldism avait aliéné les Boers. Pour adoucir le coup de l'annexion par l'Empire britannique, il résolut de décentraliser une forme de gouvernement local aux Boers du Transvaal. Cela leur serait administré par le gouverneur général du Cap, Sir Bartle Frere, et le nouveau gouverneur du Natal, le major-général Sir George Colley. Le 24 avril 1880, il fut nommé au commandement du Natal, avec le grade de major-général, succédant à Sir Garnet Wolseley comme gouverneur et commandant en chef du Natal et haut-commissaire pour l'Afrique du Sud-Est. La fin de cette année avait montré les affaires dans le Transvaal, qui avait été annexé depuis 1877, étaient dans un état très critique.
«Dingan's Day», le 16 décembre 1880, une république boer fut proclamée à Heidelberg, Transvaal. Colley a télégraphié à Londres pour exprimer le doute qu'une révolte des Boers était improbable. Le gouvernement libéral était en plein désarroi: alors que des députés de gauche appelaient le cabinet et le bureau colonial à se retirer du Transvaal et à `` mettre fin à la guerre, le discours de la reine indiquait que Sa Majesté exigeait que l'autorité impériale soit rétablie. Pourtant, au cours de la nouvelle année, Colley se trouva obligé de prendre des mesures immédiates pour la relève des petites garnisons de troupes britanniques dispersées dans tout ce territoire et de celles déjà assiégées. Avec la petite force disponible (environ quinze cents hommes), il se rendit aussitôt à l'extrême nord de la frontière du Natal, et au cours du mois de janvier affronta les forces boers à la bataille de Laing's Nek et de la bataille de Schuinshoogte.
Le 17 février 1881, sir Evelyn Wood, qui avait été nommé commandant en second, arriva à Newcastle avec quelques troupes supplémentaires, puis retourna à Pietermaritzburg. Le 26 février, par une marche de nuit, Colley, avec une partie des troupes, occupa après une montée ardue de huit heures, une hauteur connue sous le nom de Majuba, avec une vue imprenable sur le camp des Boers. Le lendemain matin, après une fusillade relativement inoffensive, la colline a été soudainement et de manière inattendue escaladé par une ruée des Boers, Colley étant abattu par une balle de fusil dans le front. Comme Edward Mahon, chirurgien, l’a expliqué plus tard au frère de George, Henry: «Je l’ai vu [le général] près du centre du plateau au sommet de la colline. Ils [les Boers] m'ont demandé de l'identifier, et c'est ce que j'ai fait. Il n'a été blessé qu'une seule fois, et cela par le haut du crâne. La mort a dû être instantanée. De la direction de la blessure, il a dû faire face aux Boers lorsqu'il a été touché. »
Le même jour, Londres a reçu un télégramme indiquant que Colley avait été tué. Le premier ministre était alité lorsqu'il a reçu la nouvelle qu'il a appelée «La main du jugement» et interprété comme une punition pour sa politique africaine.

## Famille
Colley a épousé Edith, la fille du Général H. Meade Hamilton en 1878. Ils n'eurent aucun enfant mais son frère : Henry FitzGeorge Colley est le père de dix enfants avec son épouse Elizabeth Wingfield.